# Marjolein Smit
Marjolein Smit (16 mei 2006) is een voetbalspeelster uit Nederland. Ze speelt als verdediger voor sc Heerenveen in de Vrouwen Eredivisie.

## Carrière
In haar jeugdjaren speelde Marjolein Smit voor amateurclub VV Holwierde. Vervolgens stroomde Smit door naar de jeugdopleiding van sc Heerenveen.
Op 17 maart 2024 maakte Smit haar debuut voor het eerste elftal van sc Heerenveen in een KNVB Beker tegen Excelsior door in te vallen voor Fenna Meijer in de 84ste minuut. Smits debuut in de Vrouwen Eredivisie volgde op 20 april 2024 in een uitwedstrijd bij PSV door in de 87ste minuut in te vallen voor Dewi Snippe.
Op 17 juni 2025 tekende Smit haar eerste profcontract bij de Friese club.

## Statistieken
| Seizoen | Club          | Competitie         | Competitie | Competitie | Beker | Beker | Overig | Overig | Totaal | Totaal |
| Seizoen | Club          | Competitie         | Wed.       | Dlp.       | Wed.  | Dlp.  | Wed.   | Dlp.   | Wed.   | Dlp.   |
| ------- | ------------- | ------------------ | ---------- | ---------- | ----- | ----- | ------ | ------ | ------ | ------ |
| 2023/24 | sc Heerenveen | Vrouwen Eredivisie | 3          | 0          | 1     | 0     | 0      | 0      | 4      | 0      |
| 2024/25 | sc Heerenveen | Vrouwen Eredivisie | 0          | 0          | 0     | 0     | 0      | 0      | 0      | 0      |
| Totaal  | Totaal        | Totaal             | 3          | 0          | 1     | 0     | 0      | 0      | 4      | 0      |

Bijgewerkt t/m 17 juni 2025.